# Aphrissa fluminensis
Aphrissa fluminensis é uma borboleta da família Pieridae. Ela é encontrada na Costa Rica, Brasil (Rio de Janeiro, Amazonas), e no Peru.